# ブロードネットマックス
株式会社ブロードネットマックスは、ケーブルテレビ関連のコンサルティングや機器開発、製造、販売を手がける企業である。
通称「ビーエヌマックス」。

## 概要
- 1999年1月11日、ケーブルテレビ市場の拡大を睨んで住友電気工業と東芝の合弁会社として発足、両社のグループに所属している。
- 2013年1月1日、住友電気工業が東芝の持ち分20％を取得し、100％子会社化。
- 2014年10月1日、ケーブルテレビシステムの保守以外の事業を住友電気工業に移管。

## 主力製品
- HFC・FTTC・FTTHシステム
- DOCSISタイプケーブルモデム
- OFDM
- ストリームリマックス装置

など
- 2014年10月以降、上記の製品の製造・販売は、出資元の一つである住友電気工業が手掛けている。

## 事業所
- 本社（東京）
- 西日本支社（大阪）
- 中部支店（愛知）